# Ludolf Udo von Alvensleben
Ludolf Udo von Alvensleben (Wittenmoor, 9 gennaio 1852 – Wittenmoor, 27 febbraio 1923) è stato un politico tedesco.

## Biografia
Discendeva da un'antica famiglia della Prussia vantante numerosi nomi illustri nel suo albero genealogico: tra essi figuravano il conte Joachim I von Alvensleben, consigliere dell'elettore sassone Federico il Saggio e protettore di Lutero, e Busso X von Alvensleben, ammiratore e protettore di Niccolò Copernico.
Suo padre era Udo Gebhard Ferdinand von Alvensleben, noto archivista e storico, mentre sua madre era figlia del politico August Henning von Kröcher; suo fratello era Albrecht von Alvensleben-Schönborn.
Ludolf Udo studiò all'Accademia Militare di Havel, uscendone tenente di cavalleria in un reggimento di lancieri della Slesia e combatté durante Guerra franco-prussiana a Gravelotte e a Sedan; non rimase con le truppe di stanza in Francia e fu invece trasferito nello Schleswig, dove a volte avevano luogo piccole scaramucce, seguite da non troppo pesanti repressioni, tra i prussiani e i nazionalisti danesi.
Durante la Guerra franco-prussiana era stato promosso capitano e allora insignito dell'Ordine della Corona, del quale venne insignito da Guglielmo I di Prussia durante un'udienza a corte a Berlino; allora il giovane aristocratico aveva avuto modo di fare una prima apparizione nella raffinata corte berlinese, dalla quale invece il fratello Albrecht fuggiva, ritirandosi spesso nei suoi possedimenti in campagna.
Assunto come segretario del politico principe Engelberto Augusto d'Arenberg, nemico politico di Bismarck, ebbe modo di assumere un certo valore politico tra i moderati, e ben presto venne eletto deputato alla Camera dei Signori di Prussia e poi al Senato di Prussia, del quale divenne vicepresidente nel 1894, quando ormai la buona stella di Bismarck stava declinando, ma proprio in questo periodo in cui Guglielmo II di Prussia stava assorbendo parte integrante del potere politico estremista di destra in Germania, il moderato von Alvensleben, che vedeva di mal'occhio una politica reazionaria come una politica riformista, ripiegò sulla politica di Bismarck, ma con la caduta in disgrazia di questo, anche von Alvensleben perse ogni potere politico e si ritirò in campagna. 
Von Alvensleben era stato cavaliere dell'Ordine Teutonico ed era stato nominato ballì di Braunschweig, ma contrariamente al fratello Albrecht, che era stato un'importante autorità dell'ordine, nonché storico e curatore culturale e teologico di questo, Ludolf Udo non aveva preso parte a nessuna delle attività teologiche e culturali del fratello e dell'ordine in sé, preferendo l'attività politica alla ricerca storica.

## Decorazioni e onorificenze
- Ordine della Corona
- Ordine Pour le Mérite
- Ordine di Sant'Uberto
- Croce al Merito Militare (Meclemburgo-Schwerin)
- Ordine della Croce Stellata
- Ordine del Grifone
- Placca dell'Ordine Teutonico
- Ordine dell'Aquila Nera